# Stéphane Richelmi
Stéphane Richelmi (Monte Carlo, 17 de março de 1990) é um automobilista monegasco, que competiu pela GP2 Series. É filho do ex-piloto de rali Jean-Pierre Richelmi.
Estreou nos monopostos em 2006, na divisão belga da Fórmula Renault, terminando a temporada em décimo-segundo lugar. De 2007 a 2010, Richelmi competiu nas divisões Eurocup, italiana e 2.0 WEC da mesma categoria, as divisões britânica e italiana da Fórmula 3 e a GT Tour.

## GP2 Series
Richelmi estreou na GP2 Series em 2011 na etapa de Monza, a última da temporada, sucedendo ao lesionado Stefano Coletti na equipe Trident, terminando a prova do sábado em décimo-quinto lugar, e a Sprint Race (corrida do domingo, de duração menor) em décimo-quarto. 
Em 2012 teve como companheiro de time o colombiano Julián Leal.